# Ланская, Надежда Михайловна
Наде́жда Миха́йловна Ланска́я (даты рождения и смерти неизвестны) — российская оперная и камерная певица (меццо-сопрано).

## Биография
В 1905—1915 годах солистка Мариинского театра. В сезоне 1908—1909 годов гастролировала в московском Сергиевском Народном доме, а в 1911 году — в Большом театре (Тамара в опере Антона Рубинштейна «Демон»).
Была первой исполнительницей партии Старухи-нищей в опере Петра Шенка «Чудо роз» (1913), на сцене Мариинского театра впервые исполнила партию Ткачихи в опере Римского-Корсакова «Сказка о царе Салтане» (1915). Среди других партий Ланской — Кончаковна («Князь Игорь» А. П. Бородина), Полина («Пиковая дама» П. И. Чайковского), Бобылиха («Снегурочка») и Домна Сабурова («Царская невеста» Н. А. Римского-Косакова); Молодой пастух («Тангейзер») и Вальтраута («Валькирия» Р. Вагнера). Партнёрами Ланской в разные годы были Лидия Липковская, Гавриил Морской, Фёдор Шаляпин, Василий Шаронов, среди дирижёров, с которыми ей приходилось работать, были Феликс Блуменфельд, Григорий Казаченко, Альберт Коутс, Эдуард Направник, Даниил Похитонов. Записывалась на грампластинки (свыше 10 произведений) в Петербурге («Граммофон», 1907 г.; «Пате», 1909 г.).
Скончалась предположительно в Тобольске, куда была сослана в 1930-х годах.